# Поседарські
Поседарські або Славогостичі Поседарські (хорв.: Slavogostići Posedarski) — хорватський шляхетський рід, що відомий з ХІІ століття. Походить від роду Гусичів Крбавських, привілеї якому підтвердив король Угорщини і Хорватії Бела III.

## Історія
Давній хорватський шляхетський рід Поседарських споріднений з родом Гусичів, що входить до дванадцяти давніх шляхетських родів Хорватії. Їх привілеї були підтвердженні хорватсько-угорським королем Белою III (1172—1196) та його сином Андрієм ІІ. 1194 року вони володіли Поседар'є на північному боці Новіґрадського моря.
Починаючи з XIV століття, члени роду стали називатися князями Поседарськими. Це був могутній і поважний аристократичний рід, який відзначився в боях проти турків, особливо під час турецько-венеціанських війн у XVII столітті. Найвідомішим представником родини того часу був князь Мартин Поседарський (†1601).
Князі Поседарські, як громадяни Задара, були офіційно прийняті до задарського аристократичного стану 1694 року. Останнім нащадком роду Поседарських була княжна Дінка, яка вийшла заміж за задарського шляхтича Йосипа Беня в кінці XVIII століття і передала свої майно, титул і прізвище своєму чоловікові, тому ця гілка роду Беня (Benja, Benković) називається Беня-Поседарські (Benja-Posedarski). Останній князь Анте Бенья-Поседарський переїхав до Італії наприкінці 1943 року і помер у Венеції.